# بوسکا وولا
بوسکا وولا (به لهستانی:  Boska Wola) یک روستا در لهستان است که در گمینا سترومیتس واقع شده‌است. بوسکا وولا ۲۷۰ نفر جمعیت دارد.